# 特性要因図

特性要因図の一例。

特性要因図（とくせいよういんず）は、1956年に石川馨が考案した、特性と要因の関係を系統的に線で結んで（樹状に）表した図をいう。魚の骨図（フィッシュボーン・チャート、fishbone diagram）、Ishikawa diagramとも呼ばれる。
- 特性 (effect) - 管理の成績・成果として得るべき指標（不良率・在庫金額など）
- 要因 (factor) - 特性に影響する（と思われる）管理事項
- 原因 (cause) - トラブルなど特定の結果に関与した要因

原因とは、多くの場合に、適切な管理を欠いたためにトラブルを引き起こした要因を指す。また、原因と理由 (reason) との違いは、前者が客観的な因果関係であるのに対し、後者は判断・行為の根拠を指すことである（例：「Aが原因となって結果Bが発生した」との判断の理由はCである）。

## 目的別の使い分け

### 管理用特性要因図
予防目的で管理を必要とする事項をすべて列挙したもの。実績前なので現場データがなく、もっぱら知識・経験・理論から心配事を網羅的かつトップダウン（演繹的）に列挙する。対策はすべての要因に講じる。

### 解析用特性要因図
既に発生したトラブルの現場データ（特徴）を収集し、データからボトムアップ（帰納的）に要因を推定し、列挙して対策を講じる。次の二つの型がある。
- 原因確定型 - 原因を明確にしてから対策を講じる。
- 対策先行型 - 疑わしいものに対策を講じていく。

逐次対策を講じていく中で効果が出れば、その要因が原因であったことが検証される。
対策先行型には2種類のアプローチがある：
溜込み型
原因の候補である要因を特性要因図に溜め込んだ後で、検証方法を検討する。疑わしい要因が多数あって、実験計画法で影響力を検証する要因、対策を講じて効果を検証する要因など、取扱いを分けることが多い。
逐次実施型
疑わしい要因を発見し次第に対策を講じる。一つの要因でも対策を講じて結果を見れば、効果があってもなくても、そのことがデータ（ヒント）になって真の原因を推定しやすくなる。したがって、QCサークルで最も多用されるが、この型のQCストーリーが欠落していて適切に指導されないので、虚偽発表の一因となっている。

## 誤りやすい点
原因を追跡すると称して管理用-特性要因図を作成する指導例が多く見られる。その場合、要因をブレインストーミングやなぜなぜ分析によって多数列挙する二重の誤りを犯すことが多い。ブレインストーミングやなぜなぜ分析は、特性要因図を作成するための手法ではないことに注意を要する。

## 系統図との関係
特性要因図は「魚の骨図」 (fishbone diagram) とも呼ばれ、当初はそのような形に作成された。しかし、要因を増やしたり要因に対する対策や効果を付記したりするスペースを予め用意するのは難しい。そこで、実用上は表形式で作成することが多い。これは、新QC七つ道具の系統図法の一種と考えられる。